# Дмитриевка (Тамбовский район)
Дмитриевка — деревня в Тамбовском районе Тамбовской области России. Входит в Авдеевский сельсовет.

## География
Расположена вблизи автотрассы Р119, при речке Матыра, в 200 метрах от окраины деревни Николаевка, примерно в 7 км к востоку от села Авдеевка.

## Население
| 2010 |
| ---- |
| 22   |

## Инфраструктура
Личное подсобное хозяйство.
Основа экономики — сельское хозяйство.

## Транспорт
Деревня доступна автотранспортом. Ближайшая остановка общественного транспорта «Дмитриевка» расположена примерно в 250 метрах.